# دو أكادير (آيت مزال)
دو أكادير هي إحدى مشيخات المملكة المغربية، تتبع جغرافيا لإقليم شتوكة آيت باها وإداريًا لآيت مزال. يقدر عدد سكانها بـ 785 نسمة حسب الإحصاء الرسمي للسكان والسكنى لسنة 2004.